# JC 데 베라
JC 데 베라(JC de Vera, 1986년 3월 10일 ~ )은 필리핀의 배우이다.